# Chionaema nyasica
Chionaema nyasica är en fjärilsart som beskrevs av George Francis Hampson 1918. Chionaema nyasica ingår i släktet Chionaema och familjen björnspinnare. Inga underarter finns listade i Catalogue of Life.